# Krigsfangelejr
 Der er for få eller ingen kildehenvisninger i denne artikel, hvilket er et problem. Du kan hjælpe ved at angive troværdige kilder til de påstande, som fremføres i artiklen.

En krigsfangelejr er et fængsel, ofte i form af en baraklejr, for tilfangetagne fremmede soldater (krigsfanger) under og umiddelbart efter en krig.
Internationale traktater, såsom Genève-konventionen omfatter krigsfanger og tager sigte på at sikre minimumsstandarder i behandlingen af fangerne. Disse overvåges af Røde Kors (ICRC).